# Ghissignies

Ghissignies este o comună în departamentul Nord, Franța. În 1 ianuarie 2022 avea o populație de 501 de locuitori.